# بينوا تريمبلي
بينوا تريمبلي هو سياسي كندي، ولد في مارس 1948 في باس سان ريمون في كندا. نشط حزبياً في الكتلة الكيبيكية والحزب الكندي التقدمي المحافظ. وقد انتخب عضو مجلس العموم الكندي.